# Важке машинобудування України
Важке машинобудування України
Важке машинобудування — це сукупність виробництв машинобудівного комплексу, які виробляють великогабаритні та металоємні машини й обладнання для електроенергетики, металургії, добувної промисловості та інших виробництв народного господарства.

## Загальна характеристика
Основними видами продукції українського важкого машинобудування є конвертери, ковші, виливниці й ливарні машини, елеватори, конвеєри та підйомники безперервної дії, врубові та тунелопрохідні машини, бурові машини, котки дорожні та трамбувальні самохідні машини, навантажувачі, екскаватори, машини для сортування, подрібнення, змішування й аналогічної обробки ґрунту, каміння, руди та інших мінеральних речовин, машини для одержання ливарних форм, машини й устаткування для виймання, трамбування чи ущільнення ґрунту.
Практично виробництво всіх видів важкого машинобудування України з кожним роком збільшується. Найбільше за 2003–2007 роки зросло виробництво бурових машин — в 3 рази, котків дорожніх та трамбувальних самохідних машин — в 6 разів, екскаваторів — в 2,7 рази, машин та устаткування для виймання, трамбування і ущільнення ґрунту — в 1,7 рази, машин для сортування, подрібнення, змішування і аналогічної обробки ґрунту, каміння і руди — в 3,8 рази. Зменшення спостерігається лише у виробництві конвертерів, ковшів, виливниць та ливарних машин: у 2003 році їх виробили 14 327 штук, у 2005 — 11 403 штуки, у 2006 — 10 462 штуки, а в 2007 — 12 766 штук.
Машинобудівна продукція експортується у 80 країнах світу. Найбільші імпортери — Росія, Німеччина, Туркменістан, Індія, Китай, Іран; у ці країни надходить близько 70% загального обсягу експорту.

## Основні експортери машинобудівної продукції
- ВАТ «Сумський завод насосного та енергетичного машинобудування» Насосенергомаш (м. Суми),
- ВАТ «Турбоатом» (м. Харків),
- ЗАТ «Новокраматорський машинобудівний завод» (м. Краматорськ),
- ВАТ «Стахановський вагонобудівний завод» (м. Стаханов),
- Сумське НВО ім. Фрунзе (м. Суми),
- ВАТ Маріуполький завод важкого машинобудування (м. Маріуполь).

## Основні заводи машинобудівної галузі України
У 2008 році був закритий Дебальцевський завод металургійного машинобудування (Дебальцеве, Донецька область).